# Édouard Perris
Pour les articles homonymes, voir Perris.
Édouard Perris, né le 14 ou le 16 juin 1808 à Pau et mort le 10 février 1878 à Mont-de-Marsan, est un entomologiste français spécialiste des coléoptères.

## Biographie
Jean Pierre Omer Anne Édouard Perris naît à Pau en juin 1808, il étudie au collège d'Aire-sur-l'Adour. Il occupe successivement les postes de directeur du collège de Saint-Palais, secrétaire de la sous-préfecture de Dax, puis chef de division à la préfecture des Landes à Mont-de-Marsan. En parallèle, il s'intéresse à l'histoire naturelle et rencontre Léon Dufour, médecin et naturaliste, avec qui il écrit plusieurs articles entomologiques. 
En 1840, il souhaite lancer une industrie séricicole et part à Sénart pour y étudier les procédés d'élevage des vers à soie. À Paris rencontre les membres de la société entomologique de France, qu'il avait rejoint en 1838, et dont il sera membre honoraire en 1874. De retour dans les Landes, il met en place des magnaneries et des plantations de mûrier. Finalement, ses installations brûlent et il abandonne la sériciculture.
Il est membre de la société entomologique de France (1838-1878), société linnéenne de Lyon (1846-1878), de la société d’agriculture de Lyon (1848-1878), de la société royale des sciences de Liège (1852-1878), de la société des sciences, de l'agriculture et des arts de Lille (1852-1878) et de l’institut des provinces (1877-1878). Il est le premier membre honoraire de la Société de Borda à sa création, en 1876.
Il épouse Clara Lagarrigue en 1845, effectue avec Dufour un voyage en Espagne en 1854 et prend sa retraite de la préfecture en 1858. Il meurt le 10 février 1878 d'une tumeur abdominale,. Il est inhumé au cimetière du Centre de Mont-de-Marsan.

## Travaux

### Découvertes

#### Genres
- Cyrtosia, 1839[6]
- Astatopteryx, 1862[7]

#### Espèces
- Cyrtosia marginata, 1839[8]
- Ceuthorhynchus bertrandi (ceb), 1852[9]
- Astatopteryx laticollis (ceb), 1862[10]

### Publications
- Traité de la culture du mûrier de l'établissement des magnaneries, et de l'éducation des vers à soie, Lyon, Leclercq, 1846, 470 p. (présentation en ligne, lire en ligne)[b]
- Seconde excursion dans les Grandes Landes, Lyon, Dumoulin et Ronet, 1852, 72 p. (présentation en ligne, lire en ligne)
- Histoire des insectes du pin maritime, Paris, Buquet, 1863, 15 p. (OCLC 9614559, présentation en ligne, lire en ligne)
- Larves de coléoptères, Paris, Deyrolle, 1877, 590 p. (OCLC 8043644, présentation en ligne, lire en ligne)[c]

## Distinctions
- Chevalier de la Légion d'honneur (4 avril 1847)[11]